# Bryter Layter
Albums de Nick Drake
Five Leaves Left
(1969) Pink Moon
(1972)
Bryter Layter est le deuxième des trois albums du musicien de folk britannique Nick Drake, sorti en 1970. Drake y est accompagné par les membres du groupe Fairport Convention, ainsi que par John Cale, ex-Velvet Underground.
L'album est cité dans l'ouvrage de référence de Robert Dimery Les 1001 albums qu'il faut avoir écoutés dans sa vie et dans un bon nombre d'autres listes.

## Titres
Toutes les chansons sont écrites et composées par Nick Drake.
| 1. | Introduction (instrumental)  | 1:33 |
| 2. | Hazey Jane II                | 3:46 |
| 3. | At the Chime of a City Clock | 4:47 |
| 4. | One of These Things First    | 4:52 |
| 5. | Hazey Jane I                 | 4:31 |

| 6.  | Bryter Layter (instrumental) | 3:24 |
| 7.  | Fly                          | 3:00 |
| 8.  | Poor Boy                     | 6:09 |
| 9.  | Northern Sky (en)            | 3:47 |
| 10. | Sunday (instrumental)        | 3:42 |

## Musiciens
- Nick Drake : chant, guitare acoustique
- Dave Pegg : basse (sauf sur One of These Things First)
- Ed Carter : basse sur One of These Things First
- Dave Mattacks : batterie sur Introduction, Hazey Jane II, Hazey Jane I, Bryter Layter et Sunday
- Mike Kowalski : batterie sur At the Chime of a City Clock, One of These Things First, Poor Boy et Northern Sky
- Richard Thompson : guitare solo sur Hazey Jane II
- Ray Warleigh : saxophone alto sur At the Chime of a City Clock et Poor Boy, flûte sur Sunday
- Paul Harris : piano sur One of These Things First
- Chris McGregor : piano sur Poor Boy
- Lyn Dobson : flûte sur Bryter Layter
- John Cale : alto et clavecin sur Fly, célesta, piano et orgue sur Northern Sky
- P. P. Arnold et Doris Troy : chœurs sur Poor Boy
- Robert Kirby : arrangements des cordes et cuivres sur Introduction, Hazey Jane II, At the Chime of a City Clock, Hazey Jane I et Sunday